# Ruggero Mastroianni
Ruggero Mastroianni (* 7. November 1929 in Rom; † 9. September 1996 ebenda) war ein italienischer Filmeditor.

## Biografie
Ruggero Mastroianni arbeitete zuerst beim Instituto Poligrafico di Stato, bevor er es seinem Bruder Marcello gleichtat und beim Film tätig wurde. Dort arbeitete er zunächst als Kameragehilfe und begann sich später für den Filmschnitt zu interessieren. Angelernt wurde er von Dolores Tamburini und konnte 1959 erstmals eigenständig den Schnitt für einen Film besorgen. Dauerhafte Kollaborationen entwickelten sich mit Federico Fellini, Marco Ferreri,  Luchino Visconti und Francesco Rosi.
In seiner mehr als 35 Jahre andauernden Karriere wurde er bei mehr als 150 Filmen für den Schnitt engagiert und erhielt insgesamt fünf Mal den David di Donatello für seine Arbeit.

## Filmografie (Auswahl)
- 1959: Wind des Südens (Vento del Sud)
- 1961: Tag für Tag Verzweiflung (Giorno per giorno disperamente)
- 1961: Trauen Sie Alfredo einen Mord zu? (L’assassino)
- 1962: Die vier Tage von Neapel (Le quattro giornate di Napoli)
- 1963: Die Peitsche im Genick (I compagni)
- 1963: Die Basilisken (I basilischi)
- 1963: I giorni contati
- 1965: Das zehnte Opfer (La decima vittima)
- 1965: Julia und die Geister (Giulietta degli spiriti)
- 1966: Rocco – der Mann mit den zwei Gesichtern (Sugar Colt)
- 1966: Die unglaublichen Abenteuer des hochwohllöblichen Ritters Branca Leone (L’armata Brancaleone)
- 1967: Der Fremde (Lo straniero)
- 1967: Zwei Särge auf Bestellung (A ciascuno il suo)
- 1968: Mit Pistolen fängt man keine Männer (La ragazza con la pistola)
- 1968: Escalation
- 1968: La Bambolona – die große Puppe (La bambolona)
- 1968: Außergewöhnliche Geschichten (Histoires extraordinaires)
- 1968: Das verfluchte Haus (Un tranquillo posto di campagna)
- 1969: Die Verdammten (La caduta degli dei)
- 1969: Fellinis Satyricon (Fellini – Satyricon)
- 1970: Brancaleone auf Kreuzzug ins Heilige Land (Brancaleone alle crociate)
- 1970: Die Clowns (I clowns)
- 1970: Ermittlungen gegen einen über jeden Verdacht erhabenen Bürger (Imagine su un cittadino al di sopra di ogni sospetto)
- 1970: Bataillon der Verlorenen (Uomini contro)
- 1971: Tod in Venedig (Morte a Venezia)
- 1972: Fellinis Roma (Roma)
- 1973: Amarcord
- 1973: Ludwig II. (Ludwig)
- 1974: Berühre nicht die weiße Frau (Touche pas à la femme blanche)
- 1974: Castigata – Die Gezüchtigte (Flavia, la monaca musulmana)
- 1974: Lucky Luciano
- 1974: Gewalt und Leidenschaft (Gruppo di famiglia in un interno)
- 1975: Ein irres Klassentreffen (Amici miei)
- 1976: Die Unschuld (L’innocente)
- 1976: Die Macht und ihr Preis (Cadaveri eccellenti)
- 1976: Fellinis Casanova (Il Casanova di Federico Fellini)
- 1978: Affentraum (Ciao maschio)
- 1979: Christus kam nur bis Eboli (Cristo si è fermato a Eboli)
- 1979: Orchesterprobe (Prova d’orchestra)
- 1979: Vergiß Venedig (Dimenticare Venezia)
- 1980: Fellinis Stadt der Frauen (La città delle donne)
- 1980: Hurricane Rosie (Temporale Rosy)
- 1981: Die Haut (La pelle)
- 1981: Ganz normal verrückt (Storie di ordinaria follia)
- 1981: Drei Brüder (Tre fratelli)
- 1982: Meine Freunde (Amici mei atto II°)
- 1983: Fellinis Schiff der Träume (E la nave va)
- 1983: Duell der Besten (I paladini. Storia d'armi e d'amori)
- 1983: Himmel und Hölle (State buoni se potete)
- 1984: Desiderio
- 1984: Carmen
- 1984: Die Zukunft heißt Frau (Il futuro è donna)
- 1985: Harem
- 1985: Leidenschaften (Interno Berlinese)
- 1986: Ginger und Fred (Ginger e Fred)
- 1986: Hoffen wir, daß es ein Mädchen wird (Speriamo che sia femmina)
- 1987: Chronik eines angekündigten Todes (Cronaca di una morte annunciata)
- 1988: Die Partie seines Lebens (La partita)
- 1992: Endstation Mord (Le amiche del cuore)
- 1993: Giovanni Falcone – Im Netz der Mafia (Giovanni Falcone)
- 1995: Erklärt Pereira (Sostiene Pereira)